# Ramūnas Šiškauskas
Ramunas Šiškauskas (Kaišiadorys, 10. rujna 1978.) je bivši litvanski profesionalni košarkaš. Igra na poziciji niskog krila, a bio je i član litvanske košarkaške reprezentacije. 

## Karijera
Šiškauskas je karijeru započeo u Sakalaiu, a potom je igrao u jednom od najvećih litavskih klubova Lietuvos Rytasu, gdje je postao vođom momcadi. Šiškauskas ih je odveo do dva naslova prvaka LKL-a 2000. i 2002. Nakon toga 2004. odlazi u Italiju gdje je dvije sezone bio član Benettona. Koncem godine 2006. potpisuje dvogodišnji ugovor s grčkim Panathinaikosom, s kojim je osvojio trostruku krunu, Euroligu 2006./07., prvenstvo Grčke i kup. Koncem godine 2007., Šiškaukas postaje članom ruskog CSKA iz Moskve. S CSKA je osvojio Euroligu 2007./08., čime je dvaput zaredom osvojio najprestižnije europsko košarkaško klupsko natjecanje. Te godine je osvojio i rusko prvenstvo, a koncem sezone je proglašen za najboljeg igrača Europe.  

## Vanjske poveznice
- Profil na Euroleague.net
- Profil  Arhivirana inačica izvorne stranice od 14. svibnja 2009. (Wayback Machine) na Eurobasket2007.org